# Wojciech Gąssowski (lektor)
Wojciech Krzysztof Gąssowski (ur. 7 kwietnia 1939 roku w Warszawie ) – polski lektor, spiker oraz dziennikarz i komentator dokumentu filmowego. Wieloletni współpracownik Polskiego Radia i jego były Pełnomocnik Zarządu. Członek komisji do spraw Karty Mikrofonowej Polskiego Radia oraz laureat „Złotego Mikrofonu”.
Wykładowca retoryki, techniki i estetyki żywego słowa. Działacz Klubu Publicystyki Kulturalnej Stowarzyszenia Dziennikarzy Polskich. Varsavianista i autor wielu opracowań i scenariuszy o Warszawie.

## Lektor

### Seriale animowane
- Młody Robin Hood (lektor czołówki i tyłówki)

### Audiobooki
- Kuszenie[4]
- Pokuta[4]